# Коханий Роланд
Коханий Роланд (нім. Der Liebste Roland) - казка зі збірки братів Грімм «Дитячі та сімейні казки» (1812). Опублікована під номером 56.
Згідно з класифікацією казкових сюжетів Аарне-Томпсона має такі номери: 1119, відьма,що вбиває власну дитину; 313A, дівчина допомагає персонажу втекти; 884, забута наречена.

## Сюжет
Одна жінка-відьма мала двох доньок: одну потворну і злу, але улюблену, тому що та була її рідною донькою, і іншу, красиву і добру, яку ненавиділа, тому щота була їй пасербицею. Відьма вирішила вбити свою пасербицю, щоб рідна донька отримала її гарний фартушок. Однак дівчина почула розмову і помінялася місцями в ліжку зі своєю зведеною сестрою, через що відьма випадково вбила власну дочку.
Пасербиця втекла зі своїм коханим Роландом після того, як забрала у відьми чарівну паличку, щоб захиститися від переслідування. Відьма намагалася наздогнати їх, але завдяки магії дівчина і Роланд весь час перевтілювалися у різні речі, зокрема, щоб сховатися він став озером, а вона - качкою, згодом вона перетворилася на квітку, оточену колючою загородою, а Роланд перетворився в скрипаля.
Відьма, яка бажала зірвати квітку, була змушена зачарованою музикою почати танець, який тривав, поки та, зрештою, не впала мертвою. Після цього Роланд вирішив повернутися до батька, щоб підготуватися до весілля, залишивши дівчину у полі у вигляді червоного каменю, щоб ніхто її не впізнав.
Однак Роланд забув про свою кохану і почав готуватися до весілля з іншою. Пасербиця, яка все ще чекала Роланда, перетворила себе на квітку, яку згодом зірвав вівчар. Вночі ця квітка знову ставала дівчиною, яка опікувалася господарством вівчаря. Коли вівчар викрив її, то запропонував одружитися, але дівчина відмовилася, залишаючись вірною Роланду.
Коли настав час весілля Роланда, дівчина була змушена співати на церемонії. Коли її голос дійшов до вух Роланда, він одразу впізнав свою справжню наречену. Повернулися всі забуті почуття, і Роланд одружився 	з своєю вірною коханою. Так закінчилися її страждання і почалися щасливі дні з Роландом.